# Tetracanthagyna plagiata
Tetracanthagyna plagiata är en trollsländeart som först beskrevs av Waterhouse 1877.  Tetracanthagyna plagiata ingår i släktet Tetracanthagyna och familjen mosaiktrollsländor. IUCN kategoriserar arten globalt som livskraftig. Inga underarter finns listade i Catalogue of Life.